# کوهانی
کوهانی روستایی در بخش مرکزی شهرستان نهاوند در استان همدان واقع در غرب ایران است.

## تاریخ
قدمت این روستا به گفته‌ای از عهد باستان ساسانیان ولی با اندک فاصله ای در بخش شمال غربی موقعیت کنونی بوده است. ناصرالدین شاه قاجار در مسیر سفر به عتبات و عبور از این منطقه از آب و هوای خوش آن تعریف کرده است. در جوار روستا کوهی وجود دارد که به آن کوه سیاه می‌گویند که بنا به گفته برخی به دلیل وجود آهن به آن کوه آهنی نیز می‌گفته‌اند و این یکی از وجوه تسمیه روستا است. این روستا دارای آب و هوای بسیار خوش بوده و یکی از مناطق دیدنی شهرستان نهاوند است محصولات باغی این روستا شامل سیب، گلابی، شلیل، آلو، هلو، گیلاس، آلبالو، زردآلو، انگور و گردو بسیار معروف است. شهرت ساکنان اصلی این روستا که بیشتر به شهرها و یا استان های دیگر از جمله : تهران، کرج، همدان، خوزستان، اصفهان، آذربایجان، کرمانشاه و... و همچنین خارج از کشور مهاجرت کرده‌اند، بحیرایی و متین است.
از ویژگی‌های برجسته مردم این روستا می‌توان به علاقه وافر مردمانش به علم آموزی و درصد بالای تحصیل کردگان و نخبگان آن در مقاطع کارشناسی و کارشناسی ارشد و دکترای حرفه ای و دکترای تخصصی یا Ph.D  اشاره کرد.
کوهانی از زمان قدیم جزو معدود روستاهای دارای مکتب بود و گواه آن وجود افرادی مانند ملا حیدر، ملا رستم، ملا جواد، ملا داراب و… بودند.
در حدود هشتاد سال پیش، مدرسه، با پیگیری خردمندان روستا در کوهانی احداث شد و چند سال بعد دختران کوهانی هم از نعمت دبستان برخوردار شدند که در نوع خود در نهاوند بی نظیر بود.

## جمعیت
طبق سرشماری سال ۱۳۹۵ تعداد ۲۶۷۴ تن سکنه دارد.

## گویش‌شناسی
مردم کوهانی به زبان لری شمالی صحبت می‌کنند. لری کوهانی یکی از لهجه‌های گویش لری نهاوندی می‌باشد.